# 田口愛佳
田口 愛佳（たぐち まなか、2003年〈平成15年〉12月12日 - ）は、日本のアイドルであり、女性アイドルグループ・AKB48のメンバーである。神奈川県出身。

## 来歴
2016年10月16日、AKB48第16期生オーディションの最終審査に合格。同年12月8日、AKB48劇場で開催された『AKB48劇場オープン11周年特別記念公演』にて16期研究生19人の1人としてお披露目された。
2017年12月8日に開催された『AKB48劇場12周年特別記念公演』で発表された組閣（チーム再編成）により、正規メンバーへ昇格およびチームAに所属となった。
2021年12月8日に開催された『AKB48劇場16周年特別記念公演』において組閣発表が行われ、新チームKへの異動とともにキャプテンに任命された。
2022年5月18日発売のAKB48の59thシングル『元カレです』で初めてシングル表題曲の選抜メンバーに選出された。
同年5月29日より体調不良のためにしばらく活動を休止し休養することを発表、7月1日より活動を再開した。

## 人物
同期の鈴木くるみとはコンビで活動する機会も多く、「まなくる」の愛称で親しまれている。
憧れの先輩は横山由依。

## AKB48での参加楽曲

### シングル選抜楽曲
- 『願いごとの持ち腐れ』に収録
  - 前触れ
- 『#好きなんだ』に収録
  - 抱きつこうか? - 「AKB48 16期研究生」名義
- 『Teacher Teacher』に収録
  - ロマンティック準備中 - 「Team A」名義
- 『NO WAY MAN』に収録
  - 最強ツインテール - 「U-16選抜2018」名義
  - 夢へのプロセス - 「AiKaBu選抜」名義
- 『ジワるDAYS』に収録
  - Generation Change - 「AKB48カップリング選抜」名義
- 『サステナブル』に収録
  - 青春ダ・カーポ - 「AKB48カップリング選抜」名義
- 『失恋、ありがとう』に収録
  - 思い出マイフレンド - 「1st Campus」名義
- 『根も葉もRumor』に収録
  - 離れていても
  - 大騒ぎ天国 - 「Second Generation」名義
- 元カレです
  - Loss of time - 「Team K」名義
- 『久しぶりのリップグロス』に収録
  - マジか - 「2nd Generation」名義
- 『どうしても君が好きだ』に収録
  - Da Re Da - 「Universe Girls」名義
- 『アイドルなんかじゃなかったら』に収録
  - 知ったかぶりのその下に - 「AKB48 U-22選抜2023」名義
- カラコンウインク
- 恋 詰んじゃった
  - ピンと来た - 「星屑テレパス選抜」名義
- 『まさかのConfession』に収録
  - 桜の花びらたち 2025
  - タイムマシン不要論 - 「Universe Girls」名義
- 『Oh my pumpkin!』に収録
  - 意思の大木 - 「Under Girls」名義

### アルバム選抜楽曲
『なんてったってAKB48』に収録
- 時をかける少女 - （原田知世のカバー）
- LOVEマシーン - （モーニング娘。のカバー）

### 配信限定楽曲
- Your Super Girl - 「OUTOF48」名義
- Oh my pumpkin!（AKB48 members ver.）

## 出演

### テレビドラマ
- AKB48の歌 第3話・第4話「夕陽を見ているか?」（2022年6月4日・11日、ひかりTVチャンネル）[9]
- 星屑テレパス（2024年6月26日 - 8月28日、テレビ東京） - 宇野茉莉花 役[10][11]

### 舞台
- ミュージカル「オープニングナイト〜桜咲高校ミュージカル部〜」（2021年7月2日 - 11日、日本青年館ホール） - アンサンブルとして出演[12]
- 舞台「オッドタクシー 金鋼石（ダイヤモンド）は傷つかない」（2023年11月8日 - 12日、シアター1010 / 11月25日 - 26日、海老名市文化会館 大ホール） - 市村しほ 役[13]

### Webドラマ
- 華衛士F8ABA6ジサリス（2023年5月7日 - 7月23日、YouTube GGEチャンネル） - ヒロイン・アユカ 役[14]

### 広告
- O.C.S.D. 沖縄県立豊見城南高等学校 新制服モデル（2021年4月9日 - ）[15]

## 書籍

### 写真集
- 1st写真集（2025年9月25日、ワニブックス）ISBN 978-4-8470-8626-7[16]